# Giovanni Nepomuceno Carlo di Hohenzollern-Hechingen
Giovanni Nepomuceno Carlo di Hohenzollern-Hechingen (Friburgo in Brisgovia, 25 luglio 1732 – Oliwa, 11 agosto 1803) è stato un vescovo cattolico polacco, vescovo titolare di Dibon, vescovo di Kulm e principe vescovo di Varmia.

## Biografia
Giovanni Nepomuceno Carlo era membro di una linea secondaria e di fede cattolica della famiglia regnante prussiana degli Hohenzollern, gli Hohenzollern-Hechingen. Era il più giovane dei tredici figli del feldmaresciallo imperiale Ermanno Federico di Hohenzollern-Hechingen (1665–1733) e della sua seconda moglie, la contessa Giuseppa di Oettingen-Spielberg.
Intrapresa la carriera ecclesiastica, venne ordinato diacono il 1º giugno 1777 nella Cattedrale di Varsavia, dove pure ricevette l'ordinazione sacerdotale il 29 giugno di quello stesso anno per mano di Antoni Kazimierz Ostrowski, arcivescovo di Gniezno, a cui Varsavia era assoggettata.
Il 20 luglio 1778 Carlo di Hohenzollern-Hechingen divenne abate dei monasteri di Oliwa e Pelplin, nonché vescovo ausiliare di Kulm e vescovo titolare di Dibon. Fu consacrato dal vescovo Ignacy Błażej Franciszek Krasicki, coadiuvato dai vescovi Andrzej Ignacy Bajer, vescovo di Kulm, e Karl Friedrich von Zehmen, vescovo titolare di Lete. Dal 1785 al 1795 fu vescovo di Kulm e dal 1795 al 1803 principe vescovo di Varmia. Dopo un periodo di sede vacante in quest'ultima diocesi, a seguito della sua morte, nel 1817 venne prescelto suo nipote, Giuseppe di Hohenzollern-Hechingen il quale, sotto la sua influenza, aveva pure intrapreso la carriera ecclesiastica.

## Ascendenza
|                                                               |                                           |                                                        | Genitori                                              |  |  | Nonni |  |  | Bisnonni                                   |  |  | Trisnonni                                  |  |
|                                                               |                                           |                                                        |                                                       |  |  |       |  |  | Giovanni Giorgio di Hohenzollern-Hechingen |  |  | Eitel Federico I di Hohenzollern-Hechingen |  |
|                                                               |                                           |                                                        |                                                       |  |  |       |  |  | Giovanni Giorgio di Hohenzollern-Hechingen |  |  | Eitel Federico I di Hohenzollern-Hechingen |  |
|                                                               |                                           | Sibilla di Zimmern                                     |                                                       |  |  |       |  |  | Giovanni Giorgio di Hohenzollern-Hechingen |  |  |                                            |  |
| Filippo di Hohenzollern-Hechingen                             |                                           |                                                        |                                                       |  |  |       |  |  | Giovanni Giorgio di Hohenzollern-Hechingen |  |  |                                            |  |
|                                                               |                                           | Francesca di Salm-Neufville                            | Federico I di Salm-Neufville                          |  |  |       |  |  |                                            |  |  |                                            |  |
|                                                               |                                           | Francesca di Salm-Neufville                            | Federico I di Salm-Neufville                          |  |  |       |  |  |                                            |  |  |                                            |  |
|                                                               |                                           | Francesca di Salm-Neufville                            | Francesca di Salm                                     |  |  |       |  |  |                                            |  |  |                                            |  |
| Ermanno Federico di Hohenzollern-Hechingen                    |                                           | Francesca di Salm-Neufville                            |                                                       |  |  |       |  |  |                                            |  |  |                                            |  |
|                                                               |                                           | Enrico di Berg ’s-Heerenberg                           | Guglielmo di Berg ’s-Heerenberg                       |  |  |       |  |  |                                            |  |  |                                            |  |
|                                                               |                                           | Enrico di Berg ’s-Heerenberg                           | Guglielmo di Berg ’s-Heerenberg                       |  |  |       |  |  |                                            |  |  |                                            |  |
|                                                               |                                           | Enrico di Berg ’s-Heerenberg                           | Maria di Nassau-Dillenburg                            |  |  |       |  |  |                                            |  |  |                                            |  |
| Maria Elisabetta di Berg ’s-Heerenberg                        |                                           | Enrico di Berg ’s-Heerenberg                           |                                                       |  |  |       |  |  |                                            |  |  |                                            |  |
|                                                               |                                           | Erbin di Bergen op Zoom                                | …                                                     |  |  |       |  |  |                                            |  |  |                                            |  |
|                                                               |                                           | Erbin di Bergen op Zoom                                | …                                                     |  |  |       |  |  |                                            |  |  |                                            |  |
|                                                               |                                           | Erbin di Bergen op Zoom                                | …                                                     |  |  |       |  |  |                                            |  |  |                                            |  |
| Giovanni Nepomuceno Carlo di Hohenzollern-Hechingen           |                                           | Erbin di Bergen op Zoom                                |                                                       |  |  |       |  |  |                                            |  |  |                                            |  |
|                                                               | Giovanni Francesco di Oettingen-Spielberg | Giovanni Alberto di Oettingen-Spielberg                |                                                       |  |  |       |  |  |                                            |  |  |                                            |  |
|                                                               | Giovanni Francesco di Oettingen-Spielberg | Giovanni Alberto di Oettingen-Spielberg                |                                                       |  |  |       |  |  |                                            |  |  |                                            |  |
|                                                               | Giovanni Francesco di Oettingen-Spielberg | Maria Gertrud Marschall von Pappenheim                 |                                                       |  |  |       |  |  |                                            |  |  |                                            |  |
| Francesco Alberto di Oettingen-Spielberg                      | Giovanni Francesco di Oettingen-Spielberg |                                                        |                                                       |  |  |       |  |  |                                            |  |  |                                            |  |
|                                                               |                                           | Ludovica Rosalia Attems                                | Giovanni Giacomo Attems                               |  |  |       |  |  |                                            |  |  |                                            |  |
|                                                               |                                           | Ludovica Rosalia Attems                                | Giovanni Giacomo Attems                               |  |  |       |  |  |                                            |  |  |                                            |  |
|                                                               |                                           | Ludovica Rosalia Attems                                | Judith Maria von Tattenbach                           |  |  |       |  |  |                                            |  |  |                                            |  |
| Giuseppa di Oettingen-Spielberg                               |                                           | Ludovica Rosalia Attems                                |                                                       |  |  |       |  |  |                                            |  |  |                                            |  |
|                                                               |                                           | Franz Ignaz von Schwendi zu Hohenlandsberg und Camberg | Maximilian von Schwendi zu Hohenlandsberg und Camberg |  |  |       |  |  |                                            |  |  |                                            |  |
|                                                               |                                           | Franz Ignaz von Schwendi zu Hohenlandsberg und Camberg | Maximilian von Schwendi zu Hohenlandsberg und Camberg |  |  |       |  |  |                                            |  |  |                                            |  |
|                                                               |                                           | Franz Ignaz von Schwendi zu Hohenlandsberg und Camberg | Marie Helene von Leonrod                              |  |  |       |  |  |                                            |  |  |                                            |  |
| Johanna Margarethe von Schwendi zu Hohenlandsberg und Camberg |                                           | Franz Ignaz von Schwendi zu Hohenlandsberg und Camberg |                                                       |  |  |       |  |  |                                            |  |  |                                            |  |
|                                                               |                                           | Maria Margarete Fugger zu Kirchberg und Weissenhorn    | Christoph Rudolf Fugger                               |  |  |       |  |  |                                            |  |  |                                            |  |
|                                                               |                                           | Maria Margarete Fugger zu Kirchberg und Weissenhorn    | Christoph Rudolf Fugger                               |  |  |       |  |  |                                            |  |  |                                            |  |
|                                                               |                                           | Maria Margarete Fugger zu Kirchberg und Weissenhorn    | Maria Anna Antonia Walburga von Montfort              |  |  |       |  |  |                                            |  |  |                                            |  |
|                                                               |                                           | Maria Margarete Fugger zu Kirchberg und Weissenhorn    |                                                       |  |  |       |  |  |                                            |  |  |                                            |  |

## Genealogia episcopale e successione apostolica
La genealogia episcopale è:
- Cardinale Scipione Rebiba
- Cardinale Giulio Antonio Santori
- Cardinale Girolamo Bernerio, O.P.
- Arcivescovo Galeazzo Sanvitale
- Cardinale Ludovico Ludovisi
- Cardinale Luigi Caetani
- Cardinale Ulderico Carpegna
- Cardinale Paluzzo Paluzzi Altieri degli Albertoni
- Papa Benedetto XIII
- Papa Benedetto XIV
- Papa Clemente XIII
- Cardinale Antonio Eugenio Visconti
- Arcivescovo Ignacy Błażej Franciszek Krasicki
- Vescovo Giovanni Nepomuceno Carlo di Hohenzollern-Hechingen

La successione apostolica è:
- Vescovo Andreas Stanislaus von Hattynski (Hatten) (1801)